# ژتولیو (بازیکن فوتبال، زاده ۱۹۴۷)
ژتولیو (پرتغالی: Getúlio; ۱۴ فوریهٔ ۱۹۴۷ – ۴ آوریل ۲۰۰۸) بازیکن فوتبال اهل برزیل بود.
وی همچنین در تیم ملی فوتبال برزیل بازی کرده است.